# فريدة سيف النصر
فريدة سيف النصر (10 سبتمبر 1955 -)، ممثلة مصرية.

## عن حياتها
درست في مدرسة النهضة، انضمت إلى فرقة التمثيل والموسيقى، اكتشفها المخرج حسام الدين مصطفى وهي ما زالت تلميذة ثم اكتشفها جورج سيدهم في فرقة ثلاثي أضواء المسرح، ثم تركت الفن بعض الوقت في تسعينيات القرن العشرين ثم عادت إليه وعملت في العديد من المسلسلات.

## أعمالها

### من الأفلام
- الغيبوبة
- ديل السمكة.
- جبر الخواطر.
- الغجر.
- المفسدون.
- حلاوة الروح.
- قسمة ونصيب.
- المرشد.
- صراع الأحفاد.
- أصدقاء الشيطان.
- الجوازة دي مش لازم تتم.
- رحلة المشاغبين.
- البيه البواب.
- الزوجة تعرف أكثر.
- الهاربات.
- بنات حارتنا.
- روض الفرج.
- امرأة مطلقة.
- سترك يارب.
- عذراء وثلاثة رجال.
- نأسف لهذا الخطأ.
- الحلال والحرام.
- الشقة من حق الزوجة.
- فتوة درب العسال.
- مقص عم قنديل.
- مين فينا الحرامي.
- نعيمة فاكهة محرمة.
- عضة كلب.
- نصف أرنب.
- المعتوه.
- 4 - 2 - 4.
- أمهات في المنفي.
- الأيدي القذرة.
- لا يا أمي.
- مسافر بلا طريق.
- هكذا الأيام.
- الضحايا.
- بديعة مصابني.
- أبناء الصمت.
- صائد النساء.

### من المسلسلات
- جعفر العمدة (مسلسل) بطولة محمد رمضان 2023
- اجري اجري 2002.
- ابن موت.
- شيخ العرب همام.
- موال الحب والغضب:1999
- الرحايا.
- امرأة من نار.
- عفاريت السيالة.
- أوراق مصرية.
- العطار والسبع بنات.
- بدون ذكر أسماء. الاب الروحي
- الفتوة
- ولاد إمبابة
- موسى
- العتاولة (سترة العترة) شهر رمضان 2024

### من المسرحيات
- مسرحية إثنين في الهوا 1990 قامت بدور حنان
- مسرحية الدور الرابع شقة رقم 9
- مسرحية الفضيحة
- مسرحية الخوافين[1]
- مسرحية الغبي وأنا بدور شوشو

## روابط خارجية
- فريدة سيف النصر على موقع IMDb (الإنجليزية)
- فريدة سيف النصر على موقع الدهليز
- فريدة سيف النصر على موقع قاعدة بيانات الأفلام العربية
- فريدة سيف النصر على موقع قاعدة بيانات الفيلم (الإنجليزية)